# マイケル・ノーマン (陸上選手)
マイケル・アーサー・ノーマン・ジュニア（英語: Michael Arthur Norman Junior、日本姓：斎藤、1997年12月3日 - ）は、アメリカ合衆国の陸上競技選手。専門は短距離走。2022年オレゴン世界陸上400m金メダリスト。

## 人物
カリフォルニア州サンディエゴ出身。父親はアメリカ人、母親は日本人。母親の伸江（旧姓名：斎藤伸江）は静岡県浜松市出身で、1989年には第16回全日本中学校陸上競技選手権大会の女子100mで11秒96を記録し、当時の中学女子日本記録を樹立した経歴を持つ。
少年時代のノーマンは陸上競技、バスケットボールを並行していたが、2013年頃に陸上競技一本に専念することとなった。
ノーマンはカリフォルニア州クロウヴィスのブキャナン・ハイスクールに入学すると、2015年のアディダスグランプリ（アイカーンスタジアム）にて、10秒36で走り衝撃を与えた。
2016年、クロウヴィスで開催されたアメリカ合衆国ジュニア陸上競技選手権大会の男子200mにて20秒15のタイムで優勝を飾る。同年にはオレゴン州ユージーンで開催されたリオデジャネイロオリンピック代表選考会にも出場し、男子200mで5位に入る健闘も見せた。そして2016年世界U20陸上競技選手権大会（ ポーランド ブィドゴシュチュ）では男子200mと男子4×100mリレーでそれぞれ金メダルを獲得した。
南カリフォルニア大学へ進み、同大学のスポーツチームであるUSCトロージャンズのメンバーとして更に競技に打ち込む。2018年、2018年NCAAディビジョン・ワン室内陸上競技選手権大会（カレッジステーション）男子400mに於いて、カーロン・クレメント（アメリカ合衆国）が保持していた44秒57を抜き去る44秒52の室内世界新記録を樹立した。これらの功績を讃えられ、アメリカ合衆国大学陸上競技選手に贈られる最高の賞であるザ・バウワーマンを受賞した。
2019年、自身の母の祖国にしてもうひとつのルーツの国である日本の地に初めて降り立った。同年5月19日に長居陸上競技場（大阪）で行われたゴールデングランプリ陸上に出場し、男子200mで19秒84の自己ベストタイ記録を更新して優勝した。
全米選手権の400mで2位に入り、ドーハ世界陸上への切符を手にした。また、シーズン始めに43秒45の好記録を記録しており好調だった。優勝候補筆頭として臨んだ世界陸上だったが、準決勝のレース途中で脚に違和感を感じ、自らスピードを緩めまさかの組最下位に終わり、メダル獲得どころか決勝にすら進めなかった。
2020年、ドーハ世界陸上以来のレースに出場。100mで9秒86の自己記録を更新。ノーマンのこれまでの100mの自己ベストは10秒27で一気に0秒41も更新した。これにより、ウェイド・バンニーキルクに次ぐ史上2人目の100m9秒台、200m19秒台、400m43秒台を達成した選手となった。
2021年8月5日、2020年東京オリンピック男子400m決勝では44.31で5位だった。同年8月7日の男子1600mリレー決勝では2走を受け持ち、歴代4位の2分55秒70で金メダルを獲得した。同年9月4日、ワンダダイヤモンドリーグブリュッセル男子100mでシーズンベストの9.98（+0.1）を記録して、3位に入賞した。さらにその1日後の9月5日、イタリアパドヴァで行われた大会の男子100mにおいて9.97（-0.5）を記録し、立て続けにシーズンベストを更新した。
2022年4月16日、ウォルナットで行われた大会の200mで、シーズンベストの19秒83（+1.6/m）を記録して2位に入った。同年5月8日に開催されたセイコーゴールデングランプリの400mで、44秒62のシーズンベストを更新した。同年5月28日に開催されたプレフォンテーンクラシックでは、43秒60の今季世界最高記録を更新すると同時に、大会記録（43秒92）とダイヤモンドリーグ記録（43秒62）も更新した。オレゴン世界陸上では同年7月22日、400mで44秒29を記録し、同年同月24日、4x400mリレー、いずれも金メダルを獲得した。